# Liberatori di Kamigawa
(Osservazioni sulla Guerra dei Kami)

Il logo del set

Liberatori di Kamigawa (in inglese Saviors of Kamigawa) è un'espansione del gioco di carte collezionabili Magic: l'Adunanza. In vendita in tutto il mondo dal 3 giugno 2005, Liberatori di Kamigawa è il terzo e ultimo set del blocco di Kamigawa, preceduto da Campioni di Kamigawa e Traditori di Kamigawa.

## Caratteristiche
Liberatori di Kamigawa è composta da 165 carte, stampate a bordo nero, così ripartite:
- colore: 30 bianche, 30 blu, 30 nere, 30 rosse, 30 verdi, 1 multicolore, 10 incolori, 4 terre.
- per rarità: 55 comuni, 55 non comuni, 55 rare.

Il simbolo dell'espansione, (una lanterna), si presenta nei consueti tre colori a seconda della rarità: nero per le comuni, argento per le non comuni, e oro per le rare.
Liberatori di Kamigawa è disponibile in bustine da 15 carte casuali e in 4 mazzi tematici precostituiti da 60 carte ciascuno:
- Massa Critica (rosso/nero)
- Saggezza di Soratami (bianco/blu)
- Fiamme Spirituali (rosso/verde)
- Cercatori di Verità (verde/bianco)

Liberatori di Kamigawa fu presentata in tutto il mondo durante i tornei di prerelease il 21 maggio 2005, in quell'occasione venne distribuita una speciale carta olografica promozionale: lo spirito leggendario Kiyomaro, Primo ad Alzarsi, che presentava un'illustrazione alternativa rispetto alla carta che si poteva trovare nelle bustine.
Una delle carte più particolari del set è Menteterna, la prima carta non terra priva di un qualsiasi costo di mana (non presenta alcun simbolo di mana in alto a destra della carta). Di conseguenza, non può essere giocata direttamente dalla mano o tramite un effetto che richiede un costo di mana (ad esempio se tramite l'effetto di una carta riceve Replicare o Flashback), ma può essere giocata tramite abilità che non richiedono costo di mana (come Cascata) o tramite effetti secondari (Menteterna possiede Unire nell'Arcano, che consente di rivelarla e giocarla quando viene giocata un'altra magia con il sottotipo Arcano tramite un costo di mana).

### Ristampe
Nessuna carta è stata ristampata da set precedenti.

## Novità
Questo set introduce tre nuove ablilità oltre a riproporre quelle già presentate nelle due espansioni precedenti.

### Nuove abilità

#### Incanalare
Incanalare è un'abilità tipica delle creature, permette di scartare dalla propria mano la carta che la possiede pagando un dato costo; ciò comporterà l'attivazione di un effetto specificato sulla carta stessa. In un certo senso, è come se una creatura si comportasse come un istantaneo: invece di venire giocata e rimanere sul campo di battaglia come permanente, la sua abilità provoca un effetto immediato e poi viene subito messa nel Cimitero del suo proprietario.

#### Spazzar via
Abilità comparsa in sole quattro carte di questa espansione, Spazzar via permette, giocando una carta dotata dell'abilità, di riprendere in mano un numero qualsiasi di terre di un certo tipo come costo addizionale. A seconda del numero di terre riprese in mano in questo modo la magia avrà un effetto più o meno intenso, differente da carta a carta.

#### Epopea
Abilità comparsa solamente in cinque stregonerie (una per colore), Epopea impedisce al giocatore di lanciare altre magie per tutto il resto della partita, che per contro all'inizio di ogni suo turno potrà replicare l'effetto della stregoneria con l'abilità Epopea.